# Slither (2006)
Slither is een horrorfilm uit 2006 geschreven en geregisseerd door James Gunn. Hierin worden structuren uit onder meer Invasion of the Body Snatchers, Alien en een serie zombiefilms met elkaar vermengd tot één coherente film en vervolgens met een knipoog gebracht. Slither zit vol verwijzingen naar andere films uit het horrorgenre, zoals Videodrome, They Came from Within, Rosemary's Baby, Tremors, Student Bodies, The Toxic Avenger en The Thing.

## Verhaal

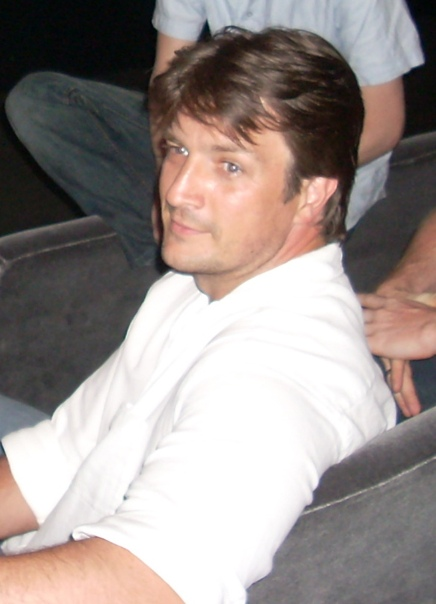

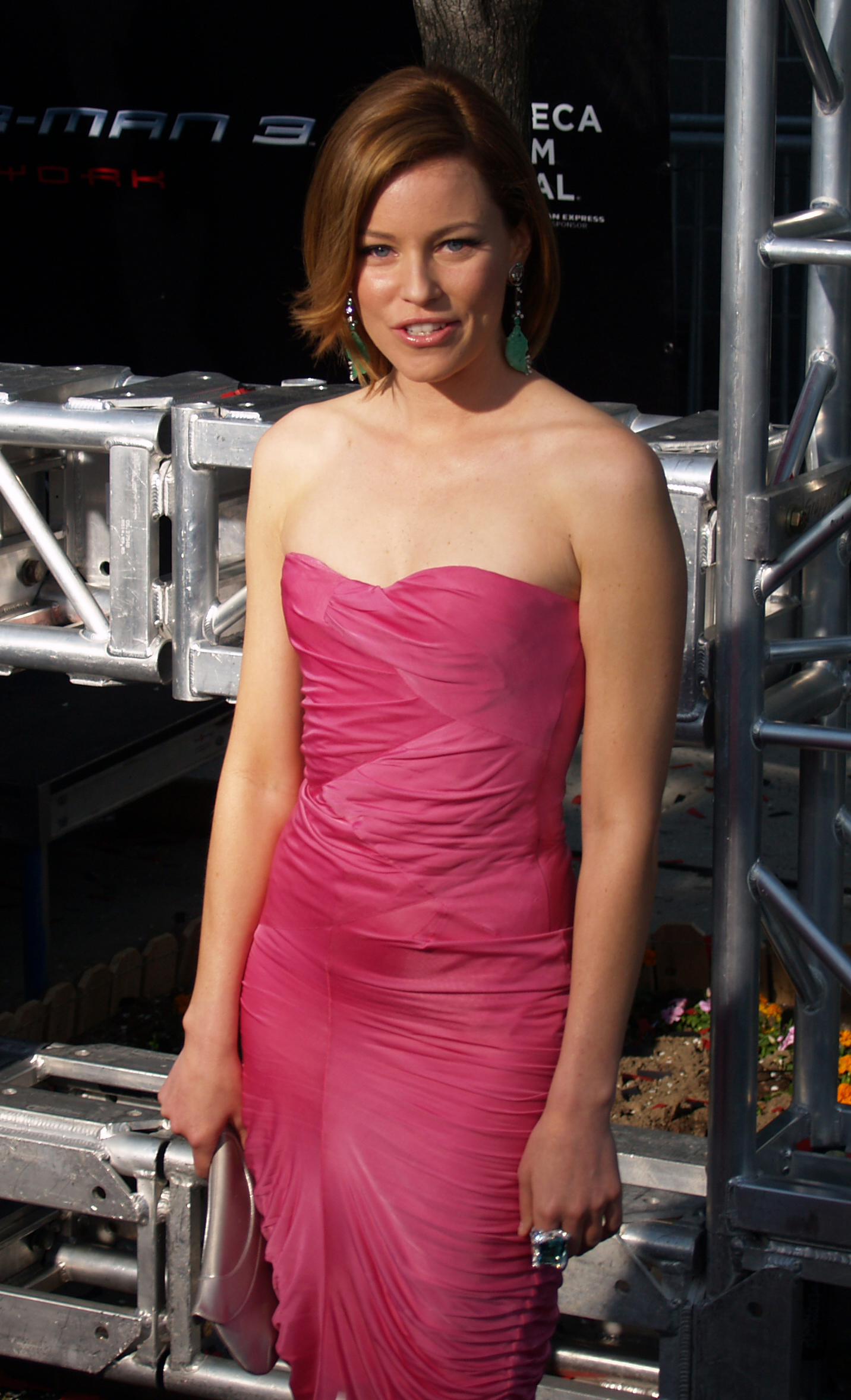
Hoofdrolspelers Nathan Fillion (Bill Pardy) en Elizabeth Banks (Starla Grant)

Het stadje Wheesly is een rustig en vredig Amerikaans gehucht, waar op een willekeurige dag een soort cocon uit de ruimte neerstort. Wanneer Grant Grant (Michael Rooker) op een avond gefrustreerd door het bos loopt met Brenda Gutierrez (Brenda James) merkt hij het op en komt er iets te dicht bij in de buurt. De cocon spuugt een soort slijmworm uit, die zich in Grants buik boort en zich van binnenuit naar zijn hersens werkt. Vanaf dat moment houdt Grant zich enkel nog bezig met de voortplanting van het wormachtige wezen in hem.
Wanneer Grant terugkeert bij zijn vrouw Starla (Elizabeth Banks) valt haar op dat er iets veranderd is aan hem. In de dagen daarna verdwijnen er opvallend veel huisdieren in Wheesly en wordt Grant wel een erg goede klant bij de lokale slager. Politieagent Bill Pardy (Nathan Fillion) klopt vervolgens bij Starla aan. Hij onderzoekt de verdwijning van Brenda en Grant is als laatste met haar gezien. Starla vertelt Pardy niet van de uiterlijke veranderingen die Grant de laatste dagen ondergaat, maar breekt de kelderdeur open wanneer de agenten weg zijn. Daar vindt ze een bloedbad dat moet doorgaan voor de resten van de plaatselijke huisdieren. Na een telefoontje van Starla, keren de agenten nog net om tijd terug om te verhinderen dat de inmiddels thuisgekomen en behoorlijk gemuteerde Grant Starla vermoordt. Grant vlucht het bos in, waarop in de dagen daarna steeds meer vee verdwijnt.
Pardy denkt te weten waar Grant de volgende nacht zal toeslaan en plant een hinderlaag. Grant duikt inderdaad op, maar heeft weinig menselijks meer. Wanneer de agenten het wezen dat voor Grant doorgaat weg hebben gejaagd, vinden ze in een schuur Gutierrez. Zij is extreem opgezwollen tot een enorme ronde bal en blijkt zwanger te zijn van Grants nageslacht. Wanneer ze openbarst, komen er duizenden van de slijmachtige wormen vrij. Deze gaan op zoek naar menselijke monden om zich in te wurmen en zo de lichamen over te nemen, die daarmee in een soort zombies veranderen. In een mum van tijd is bijna heel Wheesly overgenomen, behalve Pardy, Starla, de bange sheriff Jack MacReady (Gregg Henry) en het tienermeisje Kylie Strutemyer (Tania Saulnier). Zij werd in bad verrast door een van de wormen, maar kon deze nog uit haar keel halen toen die halverwege was. Daardoor is ze niet besmet, maar heeft ze in haar hoofd herinneringen van de wormen gezien waar de wezens vandaan komen en dat ze in feite onderdeel vormen van één groot wezen, dat planeten kaalvreet en dan op zoek gaat naar de volgende. Om te voorkomen dat dit ook met de aarde gebeurt, moeten ze heelhuids het Grant-wezen zien te vinden en vernietigen.

## Achtergrond
Slither is een satirische film, die het horrorgenre op een ongebruikelijke manier benadert. De pers reageerde verdeeld op de film en er was kritiek op de vele 'gore' scènes. Gunn mixte genres die hij eerder als scriptschrijver betrad. Zo heeft hij de scenario's geschreven van twee Scooby-Doo-films en van de remake Dawn of the Dead, geregisseerd door Zack Snyder.
Slither was de slotfilm van het 22e Amsterdam Fantastic Film Festival.

## Rolverdeling
- Nathan Fillion - Agent Bill Pardy
- Elizabeth Banks - Starla Grant
- Michael Rooker - Grant Grant
- Tania Saulnier - Kylie Strutemyer
- Gregg Henry - Sheriff Jack MacReady
- Brenda James - Brenda Gutierrez
- Don Thompson - Wally
- Jenna Fischer - Shelby
- Haig Sutherland - Trevor
- Matreya Fedor - Emily Strutemyer
- Amber Lee Bartlett - Jenna Strutemyer
- William MacDonald - Mr. Strutemyer
- Iris Quinn - Mrs. Strutemyer
- Rob Zombie - Dr. Karl (stemrol)
- James Gunn - Hank

## Trivia
- Regisseur Gunn duikt zelf kort op in de film als leraar die met (lerares) Starla een praatje maakt.
- Acteurs Fillion en Henry speelden eerder samen in de serie Firefly.